# Maria av Kleve
Maria av Kleve, född 19 september 1426, död 23 augusti 1487 i Chaunay, var en fransk prinsessa och hertiginna av Orléans genom sitt giftermål med Karl, hertig av Orléans, brorson till kung Karl VI av Frankrike. 
Hon var dotter till hertig Adolf I av Kleve och Maria av Burgund och blev 27 november 1440 bortgift med Karl av Orléans i Saint Omer. Hon blev mor till två döttrar och till Ludvig XII av Frankrike, som besteg tronen 1498 efter hennes död.   
Maria var intresserad av litteratur, beskyddade författare och skrev själv dikter och ballader. 
Hon blev änka 1465, och 1480 gifte hon sig inofficiellt med sin hovman, den flera år yngre Sieur de Rabodanges.